# Rhinocéros
Rhinocéros is een toneelstuk, in 1959 geschreven door Eugène Ionesco (1909-1994). 
Het werk van Ionesco valt onder het absurd toneel. Dat betekent dat absurditeit en de zinloosheid van het menselijke bestaan een centrale plaats hebben.  

## Verhaal
Het hoofdpersonage, Bérenger, en zijn vriend Jean zien al hun medemensen, één voor één, transformeren in een neushoorn. Hoewel Jean hier gemakkelijk mee overweg kan, lukt het Bérenger maar niet zich aan te passen aan die nieuwe situatie.

## Opvoeringen
- Rhinocéros werd een eerste maal opgevoerd in het Schauspielhaus in Graz in een Duitse vertaling op 6 november 1959.
- De eerste Franse voorstelling vond plaats in Parijs in het Théâtre de l'Odéon op 20 januari 1960 in een regie van Jean-Louis Barrault.
- In april 1960 volgde een voorstelling in het Londense Royal Court Theatre in regie van Orson Welles met Laurence Olivier in de hoofdrol.

## Film
Tom O'Horgan regisseerde een filmversie met dezelfde titel in 1974 met Zero Mostel als John, Gene Wilder als Stanley en Karen Black als Daisy, naast rollen voor Marilyn Chris, Anne Ramsey en Don Calfa.